# 短耳沙鼠
短耳沙鼠（學名Desmodillus auricularis）是鼠科中的一個物種，也是短耳沙鼠屬(Desmodillus)下的唯一物種。發現於安哥拉、波札那、納米比亞與南非。